# Pohoda

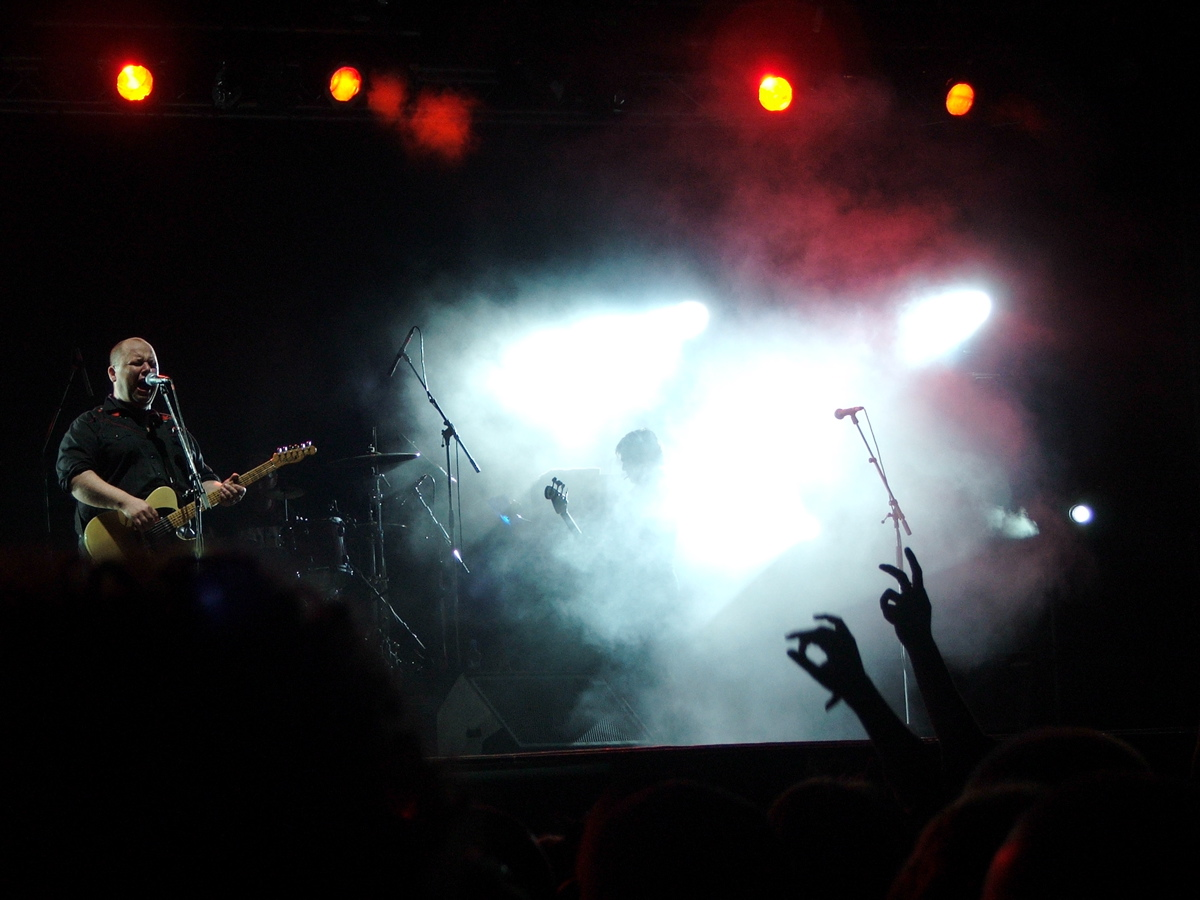
Els Pixies al festival Pohoda de l'any 2006.

El festival Pohoda és un festival a l'aire lliure que es realitza anualment a Trenčín, Eslovàquia, des de 1997. És un dels més grans esdeveniments de música a Eslovàquia. Actualment es duu a terme en l'Aeroport de Trenčín.
El festival compta amb música alternativa, rock, pop, world music, house, techno, drum and bass, hip-hop, i també amb teatre, danses i llocs de literatura.

## Història
El primer festival organitzat el 29 de juny de 1997, s'anomenaba "Královská Pohoda ". Es va portar a terme a l'estadi de la ciutat de Trenčín. Prop de 2.000 persones van assistir a l'esdeveniment, però solament es van vendre 140 bitllets. Van participar quatre grups d'Eslovàquia, tres de la República Txeca i una banda de Rússia. L'actual rècord d'assistència és de 33.000 persones per dia, l'any 2009. Des de 2010, la capacitat del festival està limitada a 30.000 visitants.
El festival Pohoda de 2016 es va fer entre el 7 i el 9 de juliol de 2016. Amb l'actuació de: The Prodigy, Sigur Rós, PJ Harvey, James Blake. Parov Stelar, Flying Lotus, The Vaccines, Savages, DJ Shadow. Róisín Murphy, Nina Kraviz, Gogol Bordello.